# Geremia Savoini
Geremia Savoini (in russo Савоини, Еремей Яковлевич?; Firenze, 1º maggio 1766 – San Pietroburgo, 7 aprile 1836) è stato un generale italiano naturalizzato russo, al servizio dell'esercito imperiale particolarmente distintosi nella guerra russo-turca (1787-1792), durante le guerre napoleoniche, nel corso della guerra russo-turca (1806-1812) e durante la rivolta di novembre in Polonia (1831). Nel corso della Campagna di Russia partecipò alla battaglia di Smolensk e alla successiva battaglia di Borodino.

## Biografia
Nacque a Firenze, allora capitale del Granducato di Toscana, il 1 maggio 1766, all'interno di una famiglia appartenente alla nobiltà veneziana, figlio di Jacopo, di professione orologiaio. 
Nel 1784, su iniziativa di José de Ribas, futuro fondatore di Odessa, egli lasciò Firenze per trasferirsi in Russia, dove il 13 settembre entrò in servizio nell'esercito imperiale come sergente nel Reggimento dei cavalleggeri di Mariuopol’ allora al comando del De Ribas che aveva il grado di tenente colonnello. Nel 1787 scoppiò la guerra russo-turca ed andò in combattimento per la prima volta nel settembre
del 1789, a Hacibey, in Crimea, e si distinse nella conquista di Bendery, avvenuta il 4 novembre dello stesso anno. Il 20 ottobre 1790 fu promosso sottotenente ed assegnato in servizio presso il reggimento dei granatieri di Nikolaev. Tre settimane dopo, trasferito al reggimento costiero di Nikolaev, si distinse durante la presa della fortezza di Ismail, situata sulla riva destra del Dnestr, al confine tra l'Ucraina e la Moldavia. Per questo fatto fu insignito della Croce d'oro al merito.
Durante il resto della guerra si distinse anche il 28 marzo 1791 alla temporanea conquista di Măcin, dove catturò una batteria, e due giorni dopo a quella di Brăila, sull'altra sponda del Danubio.
La guerra terminò con la firma del trattato di pace di Iaşi, avvenuta il 9 gennaio 1792. Il 6 marzo 1794 fu trasferito in servizio nel Reggimento costiero dei granatieri del Dnepr, che fu sciolto qualche mese dopo, e lui fu trasferito a quello dei Granatieri del Mar Nero, passando il 22 settembre del 1795 nel Reggimento di fanteria del Ladoga. Nel 1798 fu promosso capitano, e il 19 luglio 1803 maggiore.
Con lo scoppio di una nuova guerra russo-turca il suo reggimento fu inquadrato nella 13ª Divisione al comando di Armand Emmanuel de Vignerot du Plessis de Richelieu con cui partecipò ad un nuovo assedio posto alla fortezza di Ismail. Durante l'armistizio, il 4 maggio 1808, con il grado di tenente colonnello, assunse il comando del reggimento e nel 1809, con la ripresa delle operazioni belliche, fu trasferito nel distaccamento al comando di Louis Alexandre Andrault de Langéron e di stanza a Bucarest. Al comando di un battaglione mandato in avanguardia si distinse a Frasina dove resistette con il suo reparto, disposto a quadrato, a cinque a sei cariche della cavalleria turca condotte personalmente dal loro comandante Boşnak Ağa. Per questo fatto fu decorato con l'Ordine di San Vladimiro di IV classe.
All'inizio del 1810 il suo reggimento venne assegnato al distaccamento del maggior generale Ivan Ivanovič Isaev (1748-1810) che presidiava la Piccola Valacchia. Il 2 marzo le truppe di Isaev cui Pëtr Ivanovič Bagration, comandante dell’esercito di Moldavia, aveva ordinato di passare il Danubio al fine di sostenere la rivolta scatenata dai serbi di Karađorđe Petrović, conquistarono l'isola di Olmar (Ostrovu Mare) presidiata dai turchi. Si distinse in quella occasione catturando due batterie nemiche, e qualche giorno dopo prese parte all'assalto della ridotta di Dudu, sulla riva destra del fiume, quasi di fronte all’isola, distruggendo altre due batterie. Ferito alla spalla destra da una pallottola rimase al suo posto e ciò gli valse un encomio da parte dello zar. Nel mese di agosto il suo reggimento, dipendente dal colonnello Iosif Kornilovič O'Rourke (1762-1849), che era stato inviato in Serbia dal tenente generale Andrej Pavlovič Zass (von Sass, 1753-1815) per aiutare le forze del maggior generale Giorgio Giovanni Zuccato, pose l'assedio ai presidii turchi di Prahovo e Negotin. Si distinse successivamente nella conquista di Banja (22 agosto 1810), nell'attacco al presidio di Jasik e ad alcuni combattimenti sul corso della Morava. Insignito di una spada d'oro al coraggio, formò due battaglioni di coscritti serbi e insieme a questi il suo reggimento si distinse nella battaglia di Varvarin, dove fu decorato con l'Ordine di Sant'Anna di II classe.
Dopo lo conquista di Bregovo fu richiamato in Russia e trasferito, con il suo reggimento, alla 26ª Divisione di fanteria, posta poco tempo dopo al comando del maggior generale Ivan Fëdorovič Paskevič (1782-1856). Nel marzo del 1812 fu promosso colonnello comandante di brigata. In quell'anno Napoleone Bonaparte invase la Russia al comando della Grande Armée. All'alba del 23 luglio, nei pressi della città di Mogilëv già occupata dal I Corpo d'armata del maresciallo di Francia Louis-Nicolas Davout, la divisione di Paskevič ingaggiò combattimento con i francesi nel villaggio di Saltanovka, dieci chilometri a sud, cui prese parte con la sua brigata costituita dai reggimenti del Ladoga e di Nižnij Novgorod. Partecipò poi a tre giorni di combattimenti vicino a Smolensk, e alla seguente battaglia di Borodino. A Borodino si distinse nella difesa delle ridotta centrale, conducendo anche gli uomini della II Brigata a un furioso attacco alla baionetta che portò alla riconquista della posizione, rimanendo ferito due volte, una alla coscia sinistra e una al braccio sinistro. Ritornò in servizio attivo dopo due mesi, raggiungendo la sua brigata nei pressi di Krasnyj, a sud-ovest di Smolensk, prendendo parte a quattro combattimenti che si svolsero tra il 3 e il 6 novembre nei pressi di quella cittadina. Partecipò quindi all'inseguimento delle truppe francesi in ritirata, e nel febbraio del 1813 la sua brigata, sempre inquadrata nella divisione di Paskevič, prese parte alla fase iniziale dell'assedio della fortezza di Modlin, a nord-ovest di Varsavia, sulla riva destra della Vistola. In settembre la divisione è trasferita nell'Armata di Polonia, comandata dal generale Levin August von Bennigsen, e con essa operò dapprima prima in Boemia e poi in Sassonia. Fu decorato con l'Ordine di Sant'Anna di I classe per essersi distinto nella battaglia di Dresda, e poi in quella di Lipsia dove fu decorato con l'Ordine di San Vladimiro di terza classe. Partecipò quindi agli assedi di Magdeburgo e di Amburgo, e nel febbraio 1814 all'attacco contro l'isola di Wilhelmsburg, occupata dai francesi, e alla distruzione del ponte di legno sulla Süderelbe che la collegava a Harburg. In questa occasione salvò la vita a un giovane tenente colonnello di nome Karl Ivanovič Tenner, il quale in seguito ne avrebbe sposata la figlia Caterina, sarebbe diventato un noto geodeta, topografo e astronomo, e avrebbe raggiunto il grado di generale di fanteria. L'assalto di Wilhemsburg gli valse la concessione della Croce dell'Ordine di San Giorgio di III classe. Alla fine del mese di febbraio conquistò una fortificazione sull'isola di Billwerder.
Dopo la fine delle guerre napoleoniche assunse il comando della 4ª Divisione, in seguito divenuta la 24ª, assegnata al Corpo distaccato di Lituania al comando del granduca Costantino. Nel 1821 assunse la nazionalità russa e fu premiato con una prebenda in denaro, nel 1823 con una tabacchiera d'oro tempestata di diamanti e un ritratto dell'imperatore Alessandro I, e il 21 maggio 1825 fu promosso tenente generale. Nell'agosto 1829 l'imperatore Nicola I lo decorò con la Croce dell'Ordine di San Vladimiro di seconda classe, e il 22 settembre assunse il comando del V Corpo d'armata di fanteria, poi ridenominato IV Corpo d'armata. Poco tempo dopo fu chiamato a San Pietroburgo al fine di presiedere una commissione incaricata di investigare su alcune pratiche illecite relative al passaggio di consegne dei reggimenti, e di elaborare nuove procedure. Per questa sua attività fu decorato con l'Ordine Imperiale di Sant'Aleksandr Nevskij.
Durante la campagna di Polonia del 1831 sostituì il generale Platon Ivanovič Kablukov, ingaggiando combattimento contro le truppe del generale polacco Henryk Dembiński a Alanta, e poi a Molėtai, sconfiggendolo entrambe le volte, ma il generale polacco riuscì sempre a sfuggirgli e dopo molte vicissitudini riuscì a raggiungere Varsavia. Nel mese di ottobre, dopo aver "pacificato" il distretto di Augustow, rientrò in Russia. Il 6 dicembre 1833 fu promosso generale di fanteria, e contemporaneamente fu nominato membro dell’ufficio centrale di revisione dei conti del Ministero della guerra. Lo zar Nicola I lo premiò inoltre con una somma di 15.000 rubli una tantum e dispose il condono dei debiti da lui contratti con lo stato per un valore di altri 21.000 rubli. Morì a San Pietroburgo il 7 aprile 1836, e la salma fu poi sepolta nel locale cimitero Smolenskoe. Dal matrimonio con Ljudviga Danilova, ebbe una figlia Catherine (1803-1875) e un figlio Alexander (1817-1861).

### Annotazioni
1. ↑  La coppia ebbe almeno altri quattro figli, Giacomo, Gregorio, Francesco, a Antonio.
2. ↑  Dove successivamente, per volontà di Giuseppe de Ribas, sarebbe sorta la città di Odessa

### Fonti
1. ↑  Corti 2014, p. 2.
2. ↑  Corti 2014, p. 4.
3. ↑  Corti 2014, p. 7.
4. ↑  Corti 2014, p. 9.
5. 1 2  Corti 2014, p. 10.
6. 1 2  Corti 2014, p. 15.
7. 1 2 3 4 5  Corti 2014, p. 16.
8. ↑  Corti 2014, p. 17.
9. 1 2 3 4 5  Corti 2014, p. 18.
10. ↑  Corti 2014, p. 19.
11. 1 2  Corti 2014, p. 20.
12. 1 2 3 4  Corti 2014, p. 22.
13. ↑  Corti 2014, p. 26.
14. ↑  Corti 2014, p. 30.
15. 1 2 3  Corti 2014, p. 38.
16. 1 2 3 4  Corti 2014, p. 39.
17. ↑  Corti 2014, p. 41.
18. 1 2 3  Corti 2014, p. 42.
19. 1 2  Corti 2014, p. 44.
20. ↑  Corti 2014, p. 46.
21. 1 2  Corti 2014, p. 45.
22. ↑  Corti 2014, p. 5.
23. ↑  Corti 2014, p. 3.